# Historias del Kronen (pel·lícula)
Historias del Kronen és una pel·lícula espanyola de 1995 dirigida per Montxo Armendáriz basada en la novel·la homònima de l'escriptor José Ángel Mañas. Fou seleccionada al 48è Festival Internacional de Cinema de Canes.

## Sinopsi
Carlos, Roberto, Pedro i Manolo formen un grup d'amics d'uns vint anys amb molt de temps lliure durant les vacances d'estiu. El punt de trobada del grup d'amics és un bar anomenat ‘’Kronen'’, on Manolo, treballa com a barman i és el cantant d'un grup de rock. Carlos és el líder del grup. És guapo, egoista, amoral i hedonista. Es dedica a la recerca inquieta de plaer: beure, consumir drogues dures, anar de festa i mantenir relacions sexuals. Res sembla que l'aturi. Al Kronen, Carlos torna a establir una relació amb Amalia, una exparella amb el seu xicot fora de la ciutat. Amalia s'uneix al grup atreta per l'aspecte i l'encant de Carlos. Roberto és el millor amic i company de Carlos. Toca la bateria a la banda on canta Manolo. Més seriós i més escrupolós que Carlos, Roberto ha reprimit el sentiment homosexual cap al seu millor amic.
Quan van a veure la pel·lícula preferida de Roberto  Henry: retrat d'un assassí en sèrie , Roberto s'excita quan veu Carlos jugar sexualment a les fosques amb la seva xicota. Pedro és el membre més feble del grup. Té greus problemes de salut, va perdre un ronyó i és diabètic, és el més vulnerable,Carlos s'aprofita d'ell i l'assetja constantment, burlant-se de la seva delicadesa.
Un argument al Kronen entre Pedro i un desconegut es resol intentant entre ells qui pot aguantar més temps penjats perillosament d'un pont sobre una carretera. La policia atura l'incident i Carlos i Pedro són detinguts. El pare de Carlos és advocat i aviat els fa sortir de la presó. Les relacions familiars no són importants per a Carlos. Durant la celebració de l'aniversari del casament dels pares, la germana de Carlos es desespera per la falta d'interès del seu germà per les relacions familiars i el comportament salvatge, dormint de dia i festejant molt de nit. Carlos es relaciona només amb el seu vell avi, un malalt, que li havia servit com a mentor, però aquest mor.
Per celebrar el seu aniversari, Pedro convida els seus amics a casa seva per fer una festa, però mor a conseqüència d'haver estat obligat per Carlos a beure una ampolla de whisky.

## Repartiment
- Juan Diego Botto: Carlos
- Jordi Mollà: Roberto
- Núria Prims: Amalia
- Aitor Merino: Pedro
- Armando del Río: Manolo
- Diana Gálvez: Silvia
- Cayetana Guillén Cuervo: Germana de Carlos
- Mercedes Sampietro: Mare de Carlos
- Josep Maria Pou: Pare de Carlos
- Iñaki Méndez: Miguel
- André Falcon: Avi de Carlos
- Pilar Ordóñez: Prostituta
- Pilar Castro: Nuria
- Carmen Segarra: Angelines, la criada
- Eduardo Noriega: Jove baralla 1

## Banda sonora
El tema No hay sitio para ti del grup M. C. D. va ser el tema principal de la banda sonora en el qual a més van participar Reincidentes, The Lox, Tribu X, Santa Fe, Inquilino comunista, Terrorvision, Hamlet i Australian Blonde.

## Premis i candidatures
X Premis Goya
| Categoria           | Candidats                          | Resultat   |
| ------------------- | ---------------------------------- | ---------- |
| Millor guió adaptat | Montxo Armendáriz José Ángel Mañas | Guanyadors |
| Actor revelació     | Juan Diego Botto                   | Nominat    |

Medalles del Cercle d'Escriptors Cinematogràfics de 1995
| Categoria           | Candidats                          | Resultat   |
| ------------------- | ---------------------------------- | ---------- |
| Millor guió adaptat | Montxo Armendáriz José Ángel Mañas | Guanyadors |